# Волокитине
Волокитине (на украински: Волокитине, на руски: Волокитинo; в миналото също Волокитин) е село в Путивълска селищна община в Конотопски район на Сумска област в Украйна.
Разположено е на брега на реките Клевен и Есман, на 47,3 km въздушна линия от общинския център – град Путивъл – и на 49,3 км от районния център – град Конотоп.
Идентификационният код на селото според въведеният през 2020 г. Кодификатор на административно-териториалните единици и територии на териториалните общини (КАТОТТГ) е: UA59020150060012884. Идентификационният код според старата класификационна система КОАТУУ е бил: 5923881901.
До 2020 г. органът на местното самоуправление е бил Волокитинският селски съвет (община), в чийто състав са влизали селата Кочерги, Кубареве и Щербинивка, както и село Волокитине, което е било административният център. След това местното самоуправление се изпълнява от Путивълската селищна община.
До 19 юли 2020 г. селото е влизало в състава на Путивълски район, а след като той е леквидиран, то става част от Конотопски район.
Според Преброяването на населението в Украйна през 2001 г., населението е 515 души.

## География
Село Волокитине е разположено на десния бряг на река Есман, непосредствено до устието ѝ, вливащо се в река Клевен. Нагоре по течението на реката, на разстояние 2 км, се намира село Кочерги, надолу по течението, на разстояние 1 км, се намира село Щербинивка, а на отсрещния бряг на реката са селата Каган и Ротивка. Реките на това място са криволичещи, образуват лимани, крайречни езера (Ржавка) и блатисти езера.

## История

### Волокитине
Село (в миналото също Волокитин) е дадено като феодално владение на полковника на Стародубския полк (териториално-административна, съдебна и военна единица на Казашкото хетманство и след неговото анектиране – на Руската империя) – благородника Михаил Андреевич Миклашевски, съгласно хетмански универсал (указ) на хетман Иван Мазепа от 31.08.1688 г. Феодалният статус спрямо рода Миклашевски е потвърден с потвърдителна царска дарствена грамота от цар Иван Алексеевич, цар Петър Алексеевич и царевня София Алексеевна от 15.03.1689 г.
През 1706 г. Михаил А. Миклашевски е убит край полския град Несвиж в битка срещу шведите по време на Великата северна война. Многобройните му владения са разделени между синовете му Андрей, Степан и Иван. Село Волокитине се пада на сина му Степан Михайлович Миклашевски.  Феодалният статус спрямо Степан М. Миклашевски и наследниците му впоследствие е потвърден с потвърдителен хетмански универсал на хетман Иван Скоропадски от 16.12.1710 г., както и потвърдителен хетмански универсал на хетман Иван Скоропадски от 06.04.1722 г.
Селото остава владение на рода Миклашевски до края на Руската империя.
През 1859 г. Волокитине се споменава в официалното преброяване на населението на Черниговска губерния на Руската империя, като се посочва, че в него има 104 двора (домакинства) с общо 424 мъже и 445 жени (869 души) население.

### Дорошивка
Днешното село Волокитине обхваща и територията на някогашната слобода Дорошивка (също наричана Дорошовка, Дорошевка), която се намирала едва на около 250 m от село Волокитине, преди те да бъдат сляти. Тя е била основана във вид на малък хутор от благородника Кирил Дорошенко в Глуховската сотня (подразделение) на Нежинския полк (териториално-административна, съдебна и военна единица) на Казашко хетманство с благоволението на хетман Иван Скоропадски.
След това, хуторът става феодално владение на полковника на Стародубския полк (териториално-административна, съдебна и военна единица на Казашкото хетманство и след неговото анектиране – на Руската империя) – благородника Михаил Андреевич Миклашевски, който го разширява и превръща в слобода. Михаил А. Миклашевски става феодал на слободата по силата на хетмански универсал (указ) и царска дарствена грамота от 15.03.1689 г., дадени му за своята военна служба.
През 1706 г. Михаил А. Миклашевски е убит край полския град Несвиж в битка срещу шведите по време на Великата северна война. Многобройните му владения са разделени между синовете му Андрей, Степан и Иван. Слободата Дорошивка се пада на сина му Степан Михайлович Миклашевски. Феодалният статус спрямо Степан М. Миклашевски и наследниците му впоследствие е потвърден с потвърдителен хетмански универсал на хетман Иван Скоропадски от 06.04.1722 г.
През 1859 г. Дорошивка се споменава в официалното преброяване на населението на Черниговска губерния на Руската империя, като се посочва, че тя не е вече слобода, ами махала (на руски: деревня), и има 19 двора (домакинства) с общо 78 мъже и 85 жени (163 души) население.

## Имението на Миклашевски в село Волокитине

### Строителна история
От 1688 г. (според други източници от 1679 г.) село Волокитине е феодална собственост (поместие) на рода Миклшавески, след като хетман Мазепа с указ го предоставя на неговия генерален есаул (дясната му ръка) – Михаил Миклашевски. След смъртта на Михаил Миклашевски през 1706 г. в Несвиж по време на Северната война, селото се наследява от неговия втори син Степан Миклашевски. Той е основателят на първото Волокитинско имение. Неговият правнук – помешчикът (феодалът) Андрей Михайлович Миклашевски (1801–1895 г.) – преустройва и разкрасява имението между 1829 и 1830 г., построявайки господарски дом и оформя парк към него. В началото на XX век, господарският дом и паркът се считат за един от най-добрите примери за автентично „старинно руско имение“ по отношение на „своите размери, благородническа простота, строгост, съразмерност и хармония сред всички имения в околията“. По това време, имението е принадлежало като майоратна (лична) собственост на дъщерята на Андрей М. Миклашевски – Александра Андреевна Миклашевская, която след женитбата си с граф Андрей Андреевич Олсуфев се нарича графиня Александра А. Олсуфева (виж снимка по-долу).

### Общ вид
Волокитинското имение се разпростирало върху доста високо възвишение край мястото на сливане на двете реки Клевен и Есман. Цялото имение е било оградено с висока не по-малко от три верста ограда от местни диви камъни. Входът на имението представлявал красива готическа порта, украсена с порцеланови гербове от двете страни. Портата е запазена и до днес, но е загубила декоративните си елементи. От портата се е простирал широк път до предната фасада на господарския дом с южно изложение към долината. Отпред дома са се намирали цветни лехи, а от лявата му страна – църква. От двете страни на дома и зад него била разположена градина, чиято главна прелест била чудната перспектива, образувана от столетна широка липова алея, в чийто край се намирала грандиозна врата в строг английски готически стил с две кули и три арки. Днес вратата е запазена до голяма степен и е известна като „Златната врата“ (виж по-долу). Тя е служила като парадна врата единствено като украшение на имението. Освен това, недалеч от господарския дом Андрей Миклашевски построил и паметник на своята съпруга във вид на египетска пирамида, в чиято вътрешност била поместена мраморна статуя на жена, наведена над урна.
- Входната порта към имението, на заден план – църквата в имението. Края на 19/ началото на 20 век.
- Входната порта – снимана от вътрешната страна на излизане на вън
- Предната фасада на господарския дом на имението. Отпред стоят децата на графиня Анна Андреевна Олсуфева, родена Миклашевская, – графовете Алексей и Андрей Олсуфови.
- Изглед на господарския дом отзад – откъм парка
- Графиня Анна Андреевна, родена Миклашевская, и граф Андрей Андреевич Олсуфиев в имението на Миклашевски във Волокитине
- Църквата към имението и английската градина пред нея
- Готическата „Златната врата“ в края на парка с мраморна табела на средния фронтон с надпис: „За по-голяма слава Божия през 1875 г. построена от А. Миклашевски“

### Господарски дом
Господарският дом е бил построен през 1830-те години като дървена едноетажна сграда построена в стил ампир.

#### Външен вид
Предната фасада е устроена с портик, фронтон и шест колони с разкошни коринтски щукатурни капители. Колонадата е стояла перпендикулярно на балкона на мецанина, ограден с красива чугунена решетка. Стените на предната фасада са били съвършено гладки с прости корнизи с удебелени бели рамки на прозорците и черни водоотводни тръби, както е било обичайно за старинните постройки. Отстрани на предната фасада е бил главният вход на дома. Пред сградата е бил разположен градински партер с цветни лехи, а днес на тяхно място се намира паметник на загиналите във Втората световна война.

Задната фасада на дома е типичен образец за господарски дом в стил ампир. Нейната средната част е леко издадена напред и е снабдена на горния етаж с балкон, излизащ от полукръгла арка, а на върха е украсена с фронтон с дърворезба на гербове. На долния етаж тя е снабдена с открита, полукръгла тераса, украсена с оранжерийни растения, а от там се разкривала гледка към тревна площ, осеяна с дървета недалеч от къщата, сред които се набивал на око огромен вековен кестен, чиите причудливи клони допирали земята. На покрива на къщата имало кръгла площадка оградена с решетка, на която бил разположен флагщок за окачване на знаме.
- Предната фасада на господарския дом на имението. Отпред стоят децата на графиня Анна Андреевна Олсуфева, родена Миклашевская, – графовете Алексей и Андрей Олсуфови.
- Изглед на господарския дом отзад – откъм парка
- Изглед на господарския дом отзад – откъм парка
- Графиня Анна Андреевна, родена Миклашевская, и граф Андрей Андреевич Олсуфиев в имението на Миклашевски във Волокитине

#### Вътрешен вид
По широко каменно стълбище се влиза във висок просторен вестибюл (фоае), в което вляво има врата към жилищния тракт, отпред пък има вито сълбище към мецанин, а вдясно се отива към парадната зала (представителния тракт), чието преддверие е служило като т. нар. официантска стая за прислугата, в която са се помещавали шкафове със сребърни прибори, порцелананова посуда, кристални съдове, сред които и старинни чаши за вино с руски императорски вензели и чаши от бохемско стъкло.
Парадната зала за гости се разпростирала по цялата ширина на сградата и е била най-красивото помещение в нея. Особено впечатление е правела порцелановата камина, изработена във Волокитинската порцеланова мануфактура, собственост на Миклашевски. Тя е била украсена с полукръгли, жълти колони, имитиращи мрамор, с изящни позлатени йонийски капители. Тук, както и в другите парадни (представителни) стаи на къщата, фризовете и корнизите по тавана са много красиво изрисувани от различни знаменити местни художници, работещи в порцелановата мануфактура. Щукатурата на корниза е била скромна, но изящна. На една от стените на залата е окачен щит с церемониален боздуган и оръжия на стародубския полковник Михаил Миклашевски (родоначалник на рода Миклашевски) и негов портрет в цял ръст, в параден брокатен контуш, червени ботуши и параден боздуган в ръка. Портретът е точно копие на оригинала, който се съхранява в построения от полковника Видубицки манастир в Киев, където той е и погребан. На отсрещната стена са окачени работи на художника Николай Ге – портрет в половин ръст на Андрей Миклашевски – основателят на Волокитинското имение и Волокитинската порцеланова мануфактура, създаден през 1879 г. Между прозорците на залата, разкриващи гледката към градината, е било окачено голямо огледало с извънредно сложно и богато изрисувана порцеланова рамка. По стените са висели и други гравюри. Мебелите са били бели със златисти нишки.
 

Първото, което прави впечатление в Парадната зала за гости е голям порцеланов двуетажен полилей в много изящен дизайн. Освен него има много други най-различни порцеланови вещи от Волокитинската порцеланова мануфактура: вази, фигурки, чашки и пр., всичко естествено в отбрани красиви образци. Сред портретите тук е и един голям семеен портрет в цял ръст на графиня Александра Андреевна Олсуфева (родена Миклашевска) с двамата ѝ сина (нарисуван от Николай Ге през 1879 г.) и портрет от 1876 г. на съпруга на господарката на имението Волокитине – граф Андрей Андреевич Олсуфев – почитан московчанин и генерал от кавалерията. Сред отделните вещи в гостната са и хубави големи бронзови часовници в стила на Луи XV. Дивани и кресла от червено махагеново дърво от времето на император Николай I: сред тях красиви овални масички „Jacob“, прелестна маса от флорентинска изработка с плотскости от шлифован камък, старинен скрин с маркетри на мраморни дъски и прочее.
- Кабинетът в господарския дом. Вижда се порцеланов полилей, а отляво – портрет на графиня Олсуфеева със синовете ѝ. Снимка от началото на XX век
- Зала с портрет на хетман Миклашевски и оръжия от времето на Петър I
- Огледало в невероятна порцеланова рамка от Волокитинската порцеланова мануфактура

Жилищните и домакински стаи се отличават с простота и уют. Тук също е имало красиви стари мебели – например в спалята е имало прекрасно голямо легло от орехова дърворезба. До гостната стая пък се е намирал кабинетът с книжни шкафове от брезово и абаносово дърво, по стените имало литографни и акварелни портрети, както и един портрет с маслени бои на известния граф Павел Кисельов.
От вестибюла, по тясно вито стълбище се качва на мецанина, които се състои от пет високи удобни стаи с красива стара мебел и шкафове с порцелан на различни руски и чуждестранни марки, служещи като образец за Волокитинската порцеланова мануфактура. От двата балкона на мецанина е имало красиви гледки. От балкона на предната фасада се виждал в подножието градинският партер пред къщата с цветни лехи, встрани – прилежащата към имението църква „Покров Богородичен“, а в далечината – широка долина, по средата на която се сливат две рекички, а още по на далеч – гора и съседните села на Курска губерния.

#### Разрушаване
Къщата е разрушена от местните жители по време на смутове през Февруарската и Октомврийската революция от 1917 в Русия, които водят до разпада на Руската империя, а впоследствие в нейните бивши „покрайнини“ – т.е. в Украйна – се надига първата освободителна борба за независимост, която продължава до 1921 г. Имението на Миклашевски и село Волокитине се оказват в смамия епицентър на Украинската революция (1917-1921 г.), прераснала в Украинска гражданска война. Днес селото попада в Украйна, но е в непосредствена близост до границата с Русия. Град Стародуб и Стародубска област, чийто управител е бил Михаил Андреевич Миклашевски, например, остават от другата страна на новата граница и до днес се намират в Русия. Територията, владяна от Миклашевски се разпокъсва.
Днес на мястото на господарския дом има земни насипи, които позволяват да се определи някогашното му местоположение. Съдбата на обзавеждането и реликвите, които са се нахождали в имението, не е изяснена. Всичко се изгубва в смутта на революцията.

### Църквата „Покров Богородичен“
Църквата „Покров Богородичен“ в село Волокитине е построена със средства на помешчика (феодала) Андрей Миклашевски (1801–1895 г.) през 1857 г. Тя не е оцеляла до днес.
Била е разположена вляво от градинския партер пред господарския дом, непосредствено до склона надолу към долината. Известният църковен историк и Черниговски архиепископ Филарет Гумилевский пише за нея: „Великолепен храм, който би могъл да служи за украшение дори на столица.“

#### Архитектура
Църквата е тухлена, кръстовидна, еднокуполна църква с триетажна камбанария на западната фасада. Тя е построена в преходен стил от късния класицизъм към романтизма. Цялостната кръстокуполна структура на църквата е класицистична по характер, а неоготическите детайли на фасадната украса показват романтични влияния. Първоначалният образец на храма бил проектиран като строго готическа църква, но император Николай I, който лично разгледал и утвърдил проекта, закръглил линиите и добавил купол, но острата камбанарийна кула и други детайли, придаващи общ готически вид на храма, са били запазени. Храмът е бил центърът на дворцово-парковия ансамбъл на рода Миклашевски.
Интериорът съдържал голям порцеланов иконостас, изработен във Волокитинската порцеланова мануфактура на Миклашевски. Всички рамки на изображенията по иконостаса са от порцелан – деликатно и изящно изработени. Шест от иконите на царските двери са нарисувани върху порцелан. Връхният корниз на иконостаса се поддържал от четиси синьо-златни порцеланови колони, по които се увивали лозови клонки. Единствено съществуването тук на местна порцеланова мануфактура позволило да се преодолеят техническите трудности при изработката и монтирането на тия големи чудни порцеланови колони. Пред иконостаса и зад престола са се намирали девет високи порцеланови свещника. От купола и тавана са се спускали четири огромни порцеланови паникандила (полилеи). Цялата църковна утвар също е била изработена от порцелан: кивоти, дарохранителници, паникадило, поликадила, девет високи свещника и др. Дарохранителницата била особено забележителна вещ, чиято композиция на мотивите и архитектурната орнаментация несъмнено била вдъхновена от олтари и гробници от най-хубавия период на готическата скулптура. Дървен готически хор допълвал художественото впечатление. Снимки от интериора могат да бъдат видяни в украинската статия.
- Църквата към имението и английската градина пред нея
- Църквата „Покров Богородичен“ отблизо
- Порцелановият иконостас в църквата

#### Разрушаване
Църквата е стояла точно сто години и е била разрушена през 1955-1958 г. със заповед на Сумския областен изпълнителен комитет от 26 юни 1955 г. за „построяване на краварник“. В същото време са били разграбени и унищожени безценни порцеланови изделия, включително иконостасът. Известният украински художник Васил Касиян протестира срещу това варварство, като на 29 юни 1956 г. изпраща остро писмо до Михайло Гречуха – заместник-председател на Министерския съвет на Украинска съветска социалистическа република. Това обаче не помогна. И през 1958 г. Михайло Цапенко заснима процеса на отстраняване на останките от разрушената църква.
Фрагменти от уникалния порцеланов декор на църквата се намират в музейни колекции в Киев, Суми, Чернигов, Путивъл и Шостка. Някои от тях могат да бъдат видяни тук.
Вдясно от входа на църквата (според разказите на старите жители в крипта под нея) се намирал гробът на нейния основател, който бил свързан с криптата под храма чрез цяла мрежа от подземни тунели. Тази теза обаче се нужда от изследване и доказателства. Преди няколко години в подножието на разрушената църква, срещу входната врата, е поставен паметник с изображение на църквата и надпис, който някога е бил гравиран на надгробната плоча на Андрей Миклашевски: „Мястото на последния покой на създателя на тази църква“.

### Волокитинска „Златна врата“
Архитектър на Златната врата е неизвестен. Тя е построена през 1875 г. в неоготически стил (по други мнения в мавритански стил) и се намира в английската градина зад господарския дом в имението. Проектирана е като парадна врата с цел украшение на имението, тъй че тя всъщност никога не била използвана за минаване през нея. Вратата се състои от три части: висока централна арка за превозни средства и две странични арки — за пешеходци. Върхът на вратата е украсен със зъбери. От двете страни на портата се издигат шестоъгълни кули със зъбери отгоре. Някои автентични декоративни части на вратата не за оцеляли до днес – например, чугунената и бронзовата решетка на портата (днес те са заместени с други, далеч по-прости от оригиналните по своята форма и дизайн), както и мраморната плоча с надпис на латински: „Ad maiorem Dei gloriam anno 1875 exec. A. Miclachevski“ (на български: „За по-голяма слава Божия през 1875 г. построена от А. Миклашевски“), която е била монтиран на високия фронтон на вратата от лицевата страна. Съвременници си спомнят, че по време на нацистката окупация през Втората световна война, местен украински полицай унищожава тази плоча с изстрел от пушка. Зад вратата се е разпростирала широко шосе, фланкирано с липи, което водело до съседното село Глухово – също собственост на Миклашевски.

### Волокитинска порцеланова мануфактура от XIX век

#### Предистория
Първият порцелан е изобретен в Китай още по време управлението на династията Шан (1600 г. пр. Хр.). Това китайско откритие за първи път се споменава в Европа през 13 век в книгата Пътешествия на Марко Поло. Внесените китайски порцелани са били толкова високо ценени в Европа, че думата Китай се превръща в често използван синоним на порцелана, а порцеланът започва също да се нарича Бяло злато. Въпреки това китайските техники и съставки за производството на порцелан остават неизвестни на европейците. Безбройните опити за копиране на китайския порцелан и собствено европейско производство са били векове наред неуспешни. В германското кралство Саксония търсенето приключило през 1708 г., когато Еренфрид Валтер фон Чирнхаус произвел твърд, бял, полупрозрачен порцелан, комбинирайки каолин и алабастър, добити от саксонска мина в град Колдиц. Това е строго пазена търговска тайна на саксонското предприятие. Двамата изобретатели са наети от крал Август II, крал на Полша и курфюрст на Саксония, който спонсорира работата им в Дрезден и в град Майсен.
Руският император Петър Велики е бил отдаден на каузата да разкрие „голямата порцеланова тайна“ и е изпратил агент в Майсенската мануфактур, а накрая е наел майстор на порцелан от чужбина. По-късно, неговата дъщеря – руската императрица Елисавета – подписва през 1744 г., споразумение за създаването на първата мануфактура за порцелан в Руската империя; преди това той е трябвало да бъде внасян. Технологията за производство на „бяло злато“ е срикно държана в тайна.
В историческата област Волиния в Украйна (тогава в Черниговската губерния на Руската империя) са открити находища на каолин и други важни съставки на порцелановата смес, заради което там са основани множество порцеланови манифактури. Една от тях е Волокитинската мануфактура.

#### Основаване
Манифактурата е основана през 1839 г. от помешчика (феодала) Андрей Михайлович Миклашевски (1801-1895 г.) върху имота на неговото имение и е действала до 1861 г. За управители и художествени директори на мануфактурата били назначение французите – братя Дарт. Като работна ръка те използвали труда на крепостните селяни (роби) на Миклашевски. След премахването на крепостничеството през 1861 г. от страна на царския режим, мануфактурата остава без работници и е ликвидиран

#### Продукция
Основните продукти на манифактурата са посуда, свещници, порцеланови полилеи, рамки за огледала и др. Емблематично е обаче производството на малки порцеланови пластики – малки фигурки на историческа, романтична и битова тематика (дами и господа в исторически костюми). Особено популярна е порцелановата двойка, състояща се от „Казак“ и „Украинска девойка“. Именно тия фигурки прославят мануфактурата далеч отвъд границите на Украйна (по него време част от Черниговска губерния на Руската империя, а днес от Сумска област на Украйна). Още съвсем първите образци на продукцията са наградени с голям сребърен медал на Промишленото изложение в Санкт Петербург през 1839 г, а през 1850 на същото място е спечелен златен медал. На изложба в град Кролевец през 1851 г. са представени образци на полихромна живопис върху порцелан. Фирмени магазини са поддържани в Санкт Петербург, Киев и др. Фабриката е закрита през 1862 г.
Понастоящем порцеланови предмети от Волокитине се съхраняват в музеите на Суми, Харков, Киев, Москва, Санкт Петербург, Варшава, Париж, Будапеща, както и във Финландия и САЩ.
В село Волокитине по него време е съществувала църква „Покров Богородичен“, чиято цялостна църковна утвар била изработена от порцелан: кивоти, дарохранителници, паникадило, поликандила, няколко метра високи свещници и др. По време на съветската епоха църквата и нейните порцеланови украшения са унищожени. Имението на Миклашевски също е унищожено. Запазени са останките от ландшафтния парк от 19-ти век.

За първи път след обявяването на независимостта на Украйна е организирана изложба на произведения на Волокитинската порцеланова манифактура, състояла се през септември-октомври 2011 г. Изложбата е подготвена и показана на посетителите от Националния музей на украинското народно декоративно изкуство в Киев. Сред експонатите са останките от някогашния порцеланов иконостас на църквата.
- Ваза с алегория на древногръцкия речния бог Скамандар (порцеланова ваза, Волокитино)
- 19 век – чаен сервиз
- Ваза с древногръцката богиня Церера
- Кана за мляко
- Лого на Волокитинската порцеланова мануфактура на Андрей Миклашевски

### През XX век
През 1950-те години имението на Миклашевски, в което се намира и уникален архитектурен паметник – църквата „Покров Богородичен“, украсена с порцелан, е разрушено. Оцелели са само „Златната врата“, входният портал към имението, старите основи на господарския дом, домът за нуждаещи се към имението, и английската градина (25 хектара, устроен през 1829-1830 г.).
В близост до селото има много археологически паметници, по-специално огромна гробна могила на северняците (8-10 век).

## Население
Според преброяването на населението на Украинската ССР от 1989 г. населението на селото е 602 души, от които 269 мъже и 333 жени.
Според преброяването на населението на Украйна от 2001 г. в селото са живели 511 души.

### Език
Разпределение на населението по роден език според преброяването от 2001 г.:
| език      | проценти |
| --------- | -------- |
| украински | 91,46 %  |
| руски     | 8,54 %   |

## Известни жители
- Петро Алексеев – украински майстор на декоративна живопис върху порцелан, работил в порцелановата мануфактура;
- Иван Иванович Висоцки – бандурист, художествен ръководител на Волокитинския Дом на културата.
- Василий Андрийович Войтенко (1881-1951 г.) – украински и руски певец.
- Петро Опанасович Матющенко (1918-1945 г.) – старши сержант от Работническо-селската Червена армия, участник във Втората световна война, Герой на Съветския съюз (1946 г.).